# Салтан Едуард Олегович
Едуа́рд Оле́гович Салта́н — старший сержант Збройних сил України.

## Нагороди
- За особисту мужність і високий професіоналізм, виявлені у захисті державного суверенітету та територіальної цілісності України, вірність військовій присязі нагороджений орденом «За мужність» III ступеня (6.1.2016).[1]
- Знак народної пошани — орден «Єдність та воля» (№ ордена 1100, 2016 рік)[2]